# 小泉光臣
小泉 光臣（こいずみ みつおみ、1957年〈昭和32年〉4月15日 - ）は、日本の実業家。日本たばこ産業株式会社（JT）元代表取締役社長兼執行役員社長。

## 人物
神奈川県秦野市出身。東京大学経済学部卒業。
国内外のタバコ事業に関わってきた小泉は、国際的な事業展開や無煙たばこなどの新しい製品開発の推進等を目指している。タバコ単体ビジネスよりも多角的経営を重視し、食品事業・医療事業は今後強化するつもりである。
現取締役会長の木村宏とは若手時代にJTの将来を語り合った仲である。社長を務めていた木村が次期社長の話を小泉に持ちかけたのは2012年3月のことであった。「Noという返事はないからな」と言い渡されたという。2012年6月22日に行われた一連の人事により、日本たばこ産業は民営化後に初めて財務省（旧大蔵省）出身でない会長・社長が揃った。
趣味は家族で国内旅行。

## 略歴
- 1957年（昭和32年）4月15日: 神奈川県に生まれる[10][11]。
- 1981年（昭和56年）3月: 東京大学経済学部卒業[10]。
- 1981年（昭和56年）4月: 日本専売公社入社[10]。
- 2001年（平成13年）6月: 日本たばこ産業経営企画部長[10]。
- 2003年（平成15年）6月: 日本たばこ産業執行役員・人事労働グループリーダー[10]。
- 2004年（平成16年）6月: 日本たばこ産業執行役員・たばこ事業本部事業企画室長[10]。
- 2006年（平成18年）6月: 日本たばこ産業常務執行役員・たばこ事業本部事業企画室長[10]。
- 2007年（平成19年）6月: 日本たばこ産業取締役兼常務執行役員・たばこ事業本部営業統括部長[10]。
- 2007年（平成19年）7月: 日本たばこ産業取締役兼常務執行役員・たばこ事業本部マーケティング&セールス責任者[10]。
- 2009年（平成21年）6月: 日本たばこ産業代表取締役副社長兼執行役員副社長・たばこ事業本部長[12]。（4人の副社長の1人[12]）
- 2012年（平成24年）6月: 日本たばこ産業代表取締役社長兼執行役員社長[2]。
- 2018年（平成30年）1月: 社長退任。代表取締役。同年3月に代表取締役退任し、特別参与。

## 社外活動
- 2012年（平成24年）1月1日: 一般社団法人日本能率協会「経営部門評議員会」副議長就任[13]。

## 喫煙状況
20歳から1日あたり40本から50本のタバコを喫煙している。2012年現在セブンスターを1日40本以上喫煙する。飲食店においては、高級フランス料理店のような場所では喫煙許可のある店舗であっても喫煙しない。喫煙場所は自社、居酒屋、パブ、スナックなど。喫煙具にこだわりを持つ。人に迷惑をかけないスマートな喫煙を心がけている。

## 喫煙への見解
- 公共的空間での全面禁煙に関する2010年2月25日の厚生労働省健康局長通知が全国自治体に通達されたときは、当惑するJT社員たちに、法律で全面禁煙ではない、冷静になれ、と諭した[11]。
- 公共の施設を一律に法律で喫煙規制をすることには異論がある、シガーバーのような場所もあり、禁煙・分煙・喫煙の選択があってしかるべきである[15]。
- 飲食店での喫煙規制により可能性として起こり得る喫煙者による「家飲み」は、良いか悪いかわからないが日本の食の風景を変化させるであろう[15]。
- 日本国外のように屋内に比べて屋外での喫煙が可能な状況は、日本でふさわしいかどうか、わからない[16]。
- 喫煙の文化というものが存在し、マナーが高いことでその文化が成立する[16]。
- 禁煙志向の高まる日本において煙の出ないタバコ（嗅ぎタバコ「ZERO STYLE」）発売等の努力をしている、世の中に受け入れられる製品開発は喫緊の課題である[16]。
- 20世紀後半に指摘されたタバコと肺がんの関係は、専売公社入社当時に承知していた[16]。